# Список народных художников Азербайджанской ССР
Список народных художников Азербайджанской ССР

## 1950-е годы

### 1955
С 30 апреля 1955 года:
- Абдурахманов, Фуад Гасан оглы — скульптор, Заслуженный деятель искусств Азербайджанской ССР

## 1960-е годы

### 1960
С 24 мая 1960 года:
- Абдуллаев, Микаил Гусейн оглы — художник
- Ахундов, Исмаил Гусейн оглы — художник
- Каръягды, Джалал Магеррам оглы — скульптор
- Керимов, Лятиф Гусейн оглы — художник
- Сабсай, Пинхос Владимирович — скульптор

### 1961
С 24 марта 1961 года:
- Ефименко, Сергей Митрофанович — главный художник Государственного русского драматического театра Азербайджанской ССР, Заслуженный деятель искусств Азербайджанской ССР

### 1963
С 12 апреля 1963 года:
- Бахлулзаде, Саттар Бахлул оглы — художник
- Салахов, Таир Теймур оглы — художник

### 1964
С 29 июня 1964 года:
- Абдурахманов, Надир Гамбар оглы — художник
- Власов ,Михаил Александрович — художник
- Кязим-заде, Кязим Мамедали оглы — художник
- Рахманзаде, Марал Юсиф кызы — художница

### 1967
С 7 июля 1967 года:
- Мирзазаде, Бёюкага Мешади оглы — главный художник Азербайджанской недели в Москве
- Нариманбеков, Тогрул Фарман оглы — художник

## 1970-е годы

### 1973
С 12 октября 1973 года:
- Халыков, Газанфар Алекпер оглы — художник

С 18 октября 1973 года:
- Мамедов, Токай Габиб оглы — скульптор

### 1974
С 1 июня 1974 года:
- Афганлы, Бадура Мелик кызы — театральный художник

### 1977
С 5 декабря 1977 года:
- Рзакулиев, Эльбек Мирза-Гасан оглы — художник
- Шахтахтинская, Эльмира Габибулла кызы — художница

### 1979
С 23 февраля 1979 года:
- Гусейнов, Юсиф Исмаил оглы — художник, председатель правления Союза художников Азербайджанской ССР

## 1980-е годы

### 1982
С 1 декабря 1982 года:
- Алиев, Баба Балабаба оглы — художник
- Алиев, Камиль Мусеиб оглы — художник
- Алиев, Гусейн Алирза оглы — художник
- Мир-Касимов, Мир-Али Мир-Асадулла оглы — скульптор
- Нариманбеков, Видади Фарман оглы — художник
- Саламзаде, Салам Абдул-Касум оглы — художник
- Тагиев, Таги Азиз Ага оглы — художник
- Эльдаров, Омар Гасан оглы — скульптор

### 1988
С 7 мая 1988 года:
- Бабаев, Расим Ганифа оглы — художник
- Зейналов, Ибрагим Исмаил оглы — скульптор
- Мангасаров, Шмавон Григорьевич — художник

### 1989
С 21 марта 1989 года:
- Джафаров, Асаф Алиискендер оглы — художник

С 17 мая 1989 года:
- Наджафзаде, Кямиль Наджаф оглы — художник
- Сафарова, Халида Алекпер кызы — художница